# 日本三代實錄
《日本三代實錄》簡稱《三代實錄》，是日本平安時代的史書，記載了清和天皇、陽成天皇、光孝天皇三代間發生的事情。該書是日本六國史中的第六部，為編年體形式的漢文史書，共50卷。其記載包括了從天安二年（858年）8月至仁和三年（887年）8月這30年間發生的事件。
根據《日本三代實錄》的序文，该書由源能有、藤原時平、菅原道真、大藏善行、三統理平，奉宇多天皇之命編寫。關於開始編寫的年份至今仍有不同說法。根據各編纂者的官位陞遷情況可以推測，該書開始編寫的年份約在寬平五年（893年）4月至寬平六年8月之間。《日本紀略》稱該書於寬平四年（892年）5月1日開始編纂，然而《日本紀略》在這段時期的記載錯漏頗多，因此可信度不高。源能有於寬平9年（897年）逝世，翌年宇多天皇禪位，該書的編纂也隨之停止。
後來，醍醐天皇命令繼續編寫該書，並於延喜元年（901年）完成。期間，菅原道真失勢左遷大宰府，由三統理平轉任總編纂。完成後的報告奏章中稱編纂者為藤原時平、大藏善行二人。然而根據推測，編纂的實質中心為菅原道真、大藏善行二人。
《日本三代實錄》是六國史中記載最為詳盡的一部，收錄了大量詔敕和表奏文。而且每年的節會、祭祀等事情都有記載。卷15以及卷19至卷48部分，也就是貞觀十年（868年）和貞觀13年（873年）1月至仁和元年（885年）12月期間的寫本有省略之處，全文未完成。
繼《日本三代實錄》之後，日本曾試圖繼續編纂編年體史書。朱雀天皇在承平六年（936年）開設撰國史所，開始編纂《新國史》。然而由於律令制衰退的原因，《新國史》沒有完成。

## 外部連結
- 日本三代實錄 （页面存档备份，存于）